# فابريسيو
فابريسيو هو لاعب كرة قدم برازيلي في مركز الوسط، ولد في 16 سبتمبر 1981 في ريو دي جانيرو في البرازيل. لعب مع جمعية بورتوغيزا الرياضية وسانتو أندريه ومكابي نتانيا ونادي أحمد غروزني ونادي أميريكانو ونادي سونغنام ونادي كورينثيانس ألاغوانو.

## وصلات خارجية
- فابريسيو على موقع دوري كوريا الجنوبية (الإنجليزية)
- فابريسيو على موقع قاعدة بيانات كرة القدم.إي يو (الإنجليزية)
- فابريسيو على موقع Soccerway.com (الإنجليزية)